# Plinto

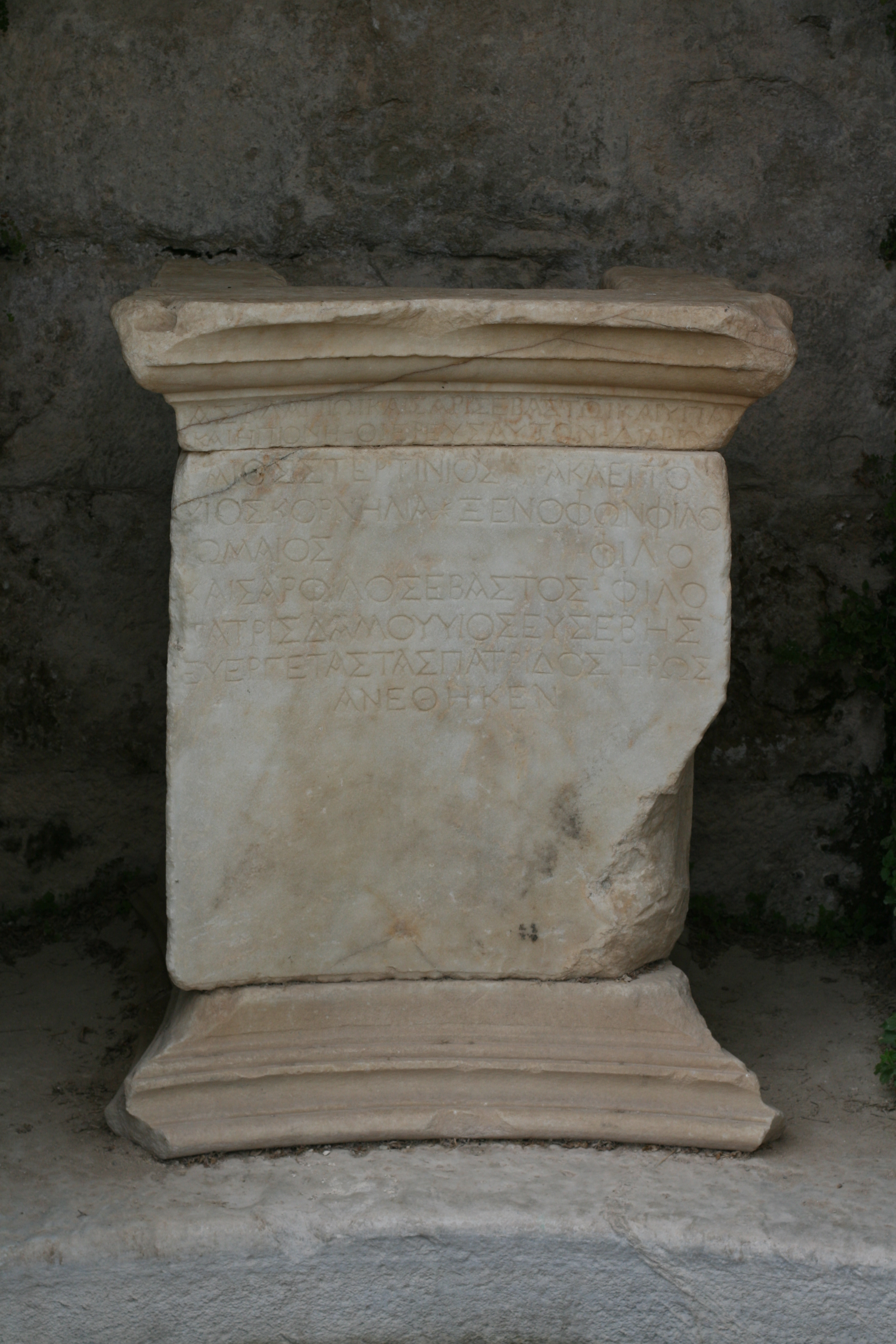
Plinto

Na arquitetura, plinto é o elemento que fica diretamente sob a base de um pilar, pedestal, estátua ou monumento. No antigo Egito, os plintos eram usados para sustentação de obeliscos.